# Steven Feld
Steven Feld (Filadèlfia, Pennsilvània, 20 d'agost de 1949) és un etnomusicòleg, antropòleg, lingüista i professor universitari estatunidenc, a més d'escriptor, cinematògraf, músic de jazz i productor musical.

## Formació i trajectòria
Es va formar i llicenciar en antropologia per la Universitat Hofstra, a Nova York, i és doctorà per la Universitat d'Indiana Bloomington. Ha estat professor, en diversos centres dels Estats Units, com la Universitat de Califòrnia a Santa Cruz, la Universitat de Texas, a Austin, a la Universitat de Nova York, la Universitat de Colúmbia o la Universitat de Nou Mèxic, i sovint és convidat a centres d'arreu del món per a impartir cursos i conferències.

## Investigacions i publicacions
Ha realitzat investigacions de camp en zones aïllades de Papua New Guinea i ciutats de l'Àfrica occidental, i ha gravat ambients i paisatges sonors a Papua Nova Guinea, al Sud d'Europa, Japó i l'Àfrica occidental. Ha escrit extensament sobre música popular, la política musical i la manera com els mercats comercials de música han utilitzat els enregistraments d'etnomusicòlegs de música popular. És reconegut internacionalment per la seva recerca etnogràfica, lingüística i etnomusicològica a Bosavi, a Papua Nova Guinea, publicada en el llibre Sound and Sentiment: Birds, Weeping, Poetics and Song in Kaluli Expression (1982) i recollida en diversos enregistraments fonogràfics, com Music in the Kaluli (1982), Kaluli Weeping and Song (1985) i Voices of the Rainforest: Bosavi, Papua New Guinea (1991). Ha publicat articles en les principals publicacions etnomusicòlogiques, com ara "Ethnomusicology" o "Yearbook for Traditional Music".

## "Acustemologia"
Durant la dècada de 1980 la seva recerca va dirigir-se a entendre com la producció i l'escolta de so, inclosa la música, poden ser un instrument per a la producció de coneixement, de les relacions entre humans i no humans i d'aquells amb un entorn més ampli. Amb aquesta intenció va crear fins i tot un concepte nou, l'"acustemologia", fruit de la combinació dels termes "acústica" i "epistemologia". El concepte buscava donar compte de l'existència d'un espai d'interaccions entre éssers impregnats pel so, que no es limita a la dimensió física, sinó que s'estén als mons no materials, i desafia l'oposició entre natura i cultura. El concepte mostra una manera d'entendre el món no només de forma passiva, convertint-se en una eina per entendre com els diferents éssers que habiten un mateix espai social o geogràfic construeixen les seves relacions, tenint una forma de connexió sonora.